# Vallecillo (Nuevo León)
Vallecillo é um município do estado de Nuevo León, no México.